# Instituto Marx-Engels-Lenin

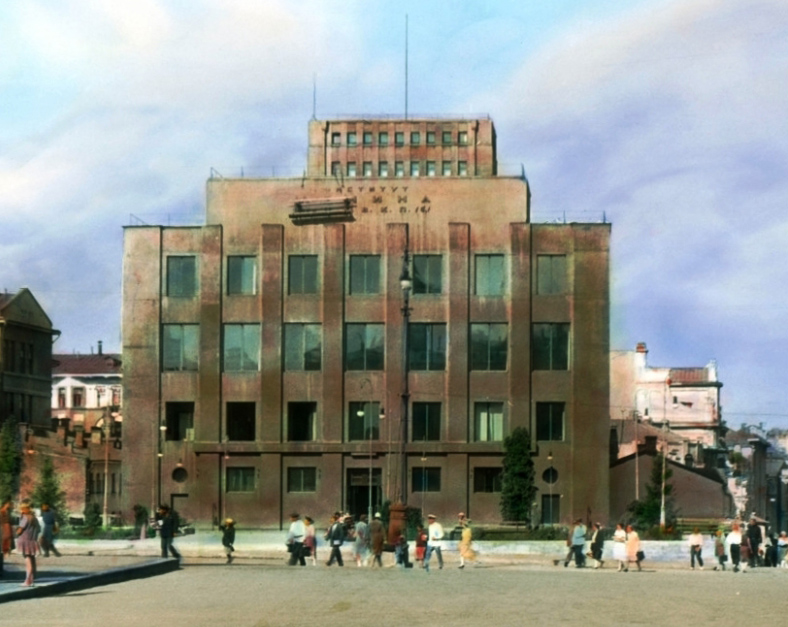
El edificio del Instituto Lenin en Moscú como apareció en 1931.

El Instituto Marx-Engels-Lenin, establecido en Moscú en 1919 como Instituto Marx-Engels (en ruso, Институт К. Маркса и Ф. Энгельса), era una biblioteca y archivo soviético adscrito a la Academia Comunista. Posteriormente, el Instituto se adjuntó al Comité Central del Partido Comunista de la Unión Soviética y sirvió como centro de investigación y editorial oficial de obras de pensamiento marxista.
El Instituto Marx-Engels reunió manuscritos inéditos de Karl Marx, Friedrich Engels, Vladímir Lenin y otros importantes teóricos marxistas, además de recopilar libros, folletos y publicaciones periódicas relacionados con los movimientos obreros socialistas y organizados. En 1930, las existencias de la instalación incluían más de 400.000 libros y revistas y más de 55.000 documentos originales y fotocopiados de Marx y Engels solo, lo que la convierte en una de las mayores existencias de material relacionado con el socialismo en el mundo.
En febrero de 1931, el director del Instituto Marx-Engels, David Riazánov, y otros miembros del personal fueron purgados por razones ideológicas. En noviembre de ese mismo año, el Instituto Marx-Engels se fusionó con el Instituto Lenin, más grande y menos académico (establecido en 1923), para formar el Instituto Marx-Engels-Lenin, nombrándose a Vladímir Adoratski como su director.
El Instituto era la autoridad coordinadora para la organización sistemática de los documentos publicados en las ediciones de varios volúmenes de las Obras completas de Marx, Engels, Lenin, Stalin y muchas otras publicaciones oficiales. Se disolvió oficialmente en noviembre de 1991, y la mayor parte de sus fondos de archivo ahora residen en una organización sucesora, el Archivo Estatal Ruso de Historia Sociopolítica (RGASPI).

## Historia

### Establecimiento

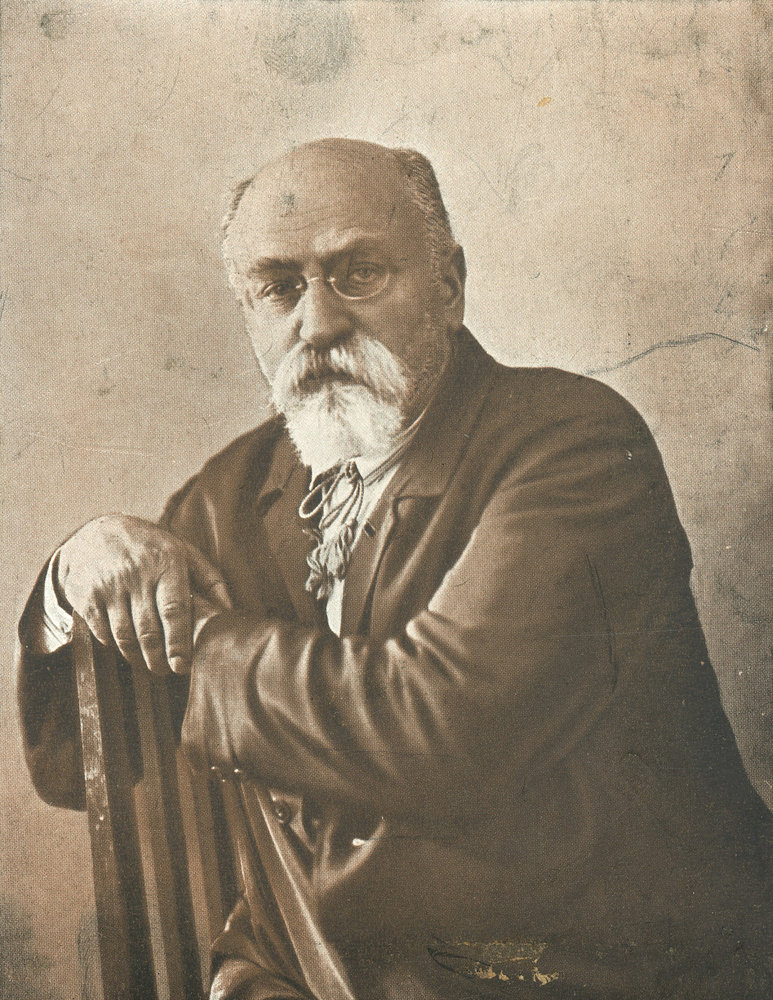
David Riazánov (1870-1938), director del Instituto Marx-Engels desde su formación en 1919 hasta su arresto en febrero de 1931

El Instituto Marx-Engels fue establecido en 1919 por el gobierno de la Rusia Soviética como una rama de la Academia Comunista, con la intención de ser un centro de investigación académica para realizar estudios históricos y recopilar documentos considerados relevantes para el nuevo régimen socialista. El primer director de la instalación, ubicada en Moscú, fue David Riazánov. El 11 de enero de 1921, el Buró Organizador del Comité Central del PCR (b) adoptó una resolución sobre el establecimiento del Instituto Marx-Engels, que en 1922 se convirtió en una institución independiente dependiente del Comité Ejecutivo Central de toda Rusia del RSFSR (desde abril de 1924 - bajo el Comité Ejecutivo Central de la URSS).
El Instituto reunió y mantuvo una biblioteca de investigación dedicada a temas relacionados con el socialismo, acumulando en poco más de 10 años una colección de unos 400.000 libros, folletos y revistas, 15.000 manuscritos y 175.000 fotocopias de documentos originales conservados en otros lugares. Entre estos se encontraban 55.000 manuscritos de Karl Marx y Friedrich Engels solamente, de lejos la acumulación más importante de dicho material.
El Instituto incluía un personal académico que se dedicaba a la investigación sobre temas históricos y de actualidad de interés para el régimen. El Instituto incluyó secciones dedicadas a la historia de la Primera y Segunda Internacionales, la historia de Alemania, la historia de Francia, la historia de Gran Bretaña, la historia de los Estados Unidos, la historia de los países del sur de Europa y la historia de relaciones Internacionales. También se incluyeron secciones que trabajan en filosofía, economía, ciencias políticas e historia del socialismo en los países eslavos.
La principal orientación de investigación de la instalación fue hacia la historia más que hacia otras ciencias sociales. En 1930, de los 109 empleados por el Instituto Marx-Engels, 87 eran historiadores. Mientras trabajaba bajo la atenta mirada del Partido Comunista de la Unión Soviética, el Instituto Marx-Engels no fue un partido único en su década de formación, con solo 39 de sus empleados también miembros del Partido Comunista en 1930.
Durante su primera década, el Instituto publicó una serie de libros de la talla de Gueorgui Plejánov, Karl Kautsky, Franz Mehring, Georg Wilhelm Friedrich Hegel, David Ricardo y Adam Smith. La publicación de las obras anticipadas en múltiples volúmenes de Marx y Engels se inició en este momento (1927/28) en forma de dos ediciones: Una edición completa sin traducir (la primera Marx-Engels-Gesamtausgabe), que debía comprender 42 volúmenes (12 de los cuales se publicaron hasta 1935, luego se suspendió este proyecto) y una primera edición rusa en 28 volúmenes (Sochinéniya 1), cuyos 33 libros encuadernados se publicaron por completo en 1947.
El Instituto también publicó dos revistas académicas regulares, Arjiv Karla Marksa i Frídrija Engelsa (Archivo de Karl Marx y Frederick Engels) y Létopis marksizma (Crónica marxista).

### Instituto Lenin
El Instituto Lenin comenzó como un proyecto de archivo independiente, establecido por el Comité Central del Partido Comunista de la Unión Soviética en 1923 para reunir manuscritos con miras a la publicación de una edición académica de las obras completas de Vladímir Lenin. Este trabajo se logró a través de la publicación de un grueso volumen llamado Léninski sbórnik (Ленинский сборник, Miscelánea acerca de Lenin), unos 25 tomos de los cuales se publicaron entre 1924 y 1933. El instituto finalmente pasó a estar bajo la jurisdicción del Comité Central como departamento.
La misión del Instituto Lenin fue ampliada en 1924 por el XIII Congreso del Partido Comunista Ruso para incluir el "estudio y difusión del leninismo entre las amplias masas dentro y fuera del partido", a saber, un ámbito ampliado que dejó obsoleta la Comisión de Historia de la Revolución de Octubre e Historia del Partido Comunista, que existía anteriormente. En 1928, Istpart (Historia del partido) se disolvió y sus funciones fueron absorbidas por completo por el Instituto Lenin.
El Instituto Lenin era una entidad un poco más grande que el Instituto Marx-Engels, con una plantilla de 158 personas en 1929, pero no compartía la reputación de erudición imparcial de la que gozaban la biblioteca de investigación y el grupo de expertos académicos más antiguos. El Instituto Lenin fue inicialmente dirigido por Lev Kámenev, seguido por Iván Skvortsov-Stepánov y, después de su muerte en 1928, por Maximilián Savéliev.

### Reestructuración de 1931
En febrero de 1931, como parte del juicio de los mencheviques en febrero de 1931, el economista Isaak Rubin, un ex empleado del Instituto Marx-Engels, implicó al director del Instituto David Riazánov como parte de la conspiración, con Riazánov acusado de haber ocultado documentos mencheviques en las instalaciones. Aunque los estudiosos modernos consideran que la acusación en el juicio espectáculo de febrero fue extremadamente dudosa, Riazánov fue arrestado y enviado al exilio fuera de Moscú y luego ejecutado en 1938 en el curso de la Gran Purga. Siguió una purga del personal del Instituto Marx-Engels considerado ideológicamente sospechoso. A raíz de las purgas ideológicas del Instituto Marx-Engels en noviembre de 1931, se fusionó con el Instituto Lenin más grande para formar el Instituto Marx-Engels-Lenin.

### Cambios de nombre posteriores
Posteriormente, el Instituto Marx-Engels-Lenin fue rebautizado varias veces. En 1952, el vínculo formal de la instalación con el Comité Central del Partido Comunista de la Unión Soviética se notó formalmente con el nombre ampliado Instituto Marx-Engels-Lenin del CC CPSU (en ruso, Институт Маркса — Энгельса — Ленина при ЦК КПСС) . El nombre del fallecido líder soviético Iósif Stalin se añadió en 1956, y el Instituto se convirtió formalmente en el Instituto Marx-Engels-Lenin-Stalin del CC del PCUS.
Esto permaneció en su lugar hasta el inicio de la desestalinización después del llamado Discurso secreto de Nikita Jruschov en 1956. En este punto, el nombre cambió a Instituto de Marxismo-Leninismo del CC PCUS (en ruso, Институт марксизма-ленинизма при ЦК КПСС). Durante este período, a partir de la década de 1950, el Instituto participó en la realización de grandes proyectos como la publicación de una segunda edición rusa de las obras completas de Marx y Engels (Sochinéniya 2 con 39 volúmenes básicos y 11 complementarios) y la extensa quinta edición de las Obras completas de Lenin (55 volúmenes). A partir de la década de 1970, también participó con socios extranjeros en la publicación de las Obras Completas de Marx / Engels en inglés (50 volúmenes) y el segundo Marx-Engels-Gesamtausgabe.
El nombre Instituto de Marxismo-Leninismo permaneció inalterado durante casi 35 años, cuando la agitación en la Unión Soviética provocó un cambio de nombre a Instituto de Teoría e Historia del Socialismo del CC PCUS (en ruso, Институт теории и истории социализма ЦК). El Instituto dejó de existir formalmente en noviembre de 1991 tras haberse disuelto el  Partido Comunista de la Unión Soviética el 6 de noviembre de 1991, y la biblioteca y el archivo del Instituto se transfirieron a una nueva entidad llamada Instituto Ruso Independiente para Problemas Sociales y Nacionales.
El Archivo Central del Partido del Instituto quedó bajo el control del Ministerio de Cultura de Rusia y finalmente surgió como el Archivo Estatal Ruso de Historia Sociopolítica.